# Stamnodes similis
Stamnodes similis är en fjärilsart som beskrevs av Wright 1927. Stamnodes similis ingår i släktet Stamnodes och familjen mätare. Inga underarter finns listade i Catalogue of Life.